# Notholebias cruzi
Notholebias cruzi är en fiskart som först beskrevs av Costa, 1988.  Notholebias cruzi ingår i släktet Notholebias och familjen Rivulidae. Inga underarter finns listade i Catalogue of Life.